# Carl Matthäus Henß
Carl Matthäus Henß (* 10. Oktober 1815 in Bieber; † 11. November 1887 ebenda) war ein deutscher Kommunalpolitiker und Abgeordneter des Kurhessischen Kommunallandtages.

## Leben
Carl Matthäus Henß wurde als Sohn des Bäckermeisters Wilhelm Henß und dessen Gemahlin Marie Salome Schöner geboren. Er betätigte sich politisch und war 28 Jahre lang in seinem Heimatort der Bürgermeister. 1860 wurde er Mitglied der Zweiten Kammer der kurhessischen Ständeversammlung. Dieses Gremium war von 1831 bis zur Annexion Hessens durch Preußen im Jahre 1866 die Volksvertretung im Kurfürstentum Hessen. 1868 erhielt er ein Mandat für den Kurhessischen Kommunallandtag des Regierungsbezirks Kassel. Er war hier der Vertreter der Landgemeinden der Kreise Gelnhausen und Schlüchtern und blieb bis 1874 in diesem Amt.